# Fernando Cortés Cáceres
Fernando Alberto Cortés Cáceres (Antofagasta, Chile, 15 de noviembre de 1941) es un economista y científico social chileno naturalizado mexicano, docente en el Centro de Estudios Sociológicos de El Colegio de México y reputado por sus estudios sobre desigualdad y pobreza.

## Datos biográficos
Estudió economía en la Universidad de Chile, graduándose en 1966. Obtuvo después el grado de doctor en ciencias sociales con especialidad en antropología social en el Centro de Investigaciones y Estudios Superiores de Antropología de la misma universidad. El golpe de Estado de Augusto Pinochet le hizo salir de su país y emigrar a México donde se ha dedicado a la docencia y la investigación. Durante los últimos 35 años ha formado a una gran cantidad de profesionistas y ha conformado una verdadera escuela de pensamiento en la antropología social mexicana.
Es profesor emérito de la Facultad Latinoamericana de Ciencias Sociales en la que ha dado cátedra en sus sedes de Santiago de Chile, Buenos Aires, Río de Janeiro, Quito, San José de Costa Rica y México.
Forma parte del cuerpo académico que dirige y asesora al Consejo Nacional de Evaluación de la Política de Desarrollo Social (Coneval) en la Ciudad de México. Integró, junto con otros especialistas, desde su creación, el Comité Técnico para la Medición de la Pobreza que ha elaborado una metodología para la medición de la incidencia e intensidad de la pobreza, puesta en práctica en México y otros países latinoamericanos.

## Obra
Entre otros libros:
- Procesos sociales y desigualdad económica en México (2000)
- Técnicas estadísticas para el estudio de la desigualdad social (1982)
- Autoexplotación forzada y equidad por empobrecimiento (1991)
- El ingreso de los hogares (Aguascalientes 1994)
- Evolución y características de la pobreza en México en la última década del siglo XX (2002)
- Método científico y política social: a propósito de las evaluaciones cualitativas de los programas sociales (2008)
- La distribución del ingreso en México: en épocas de estabilización y reforma económica (2000)

Ha publicado, asimismo, más de cien artículos en revistas especializadas de diversos países del mundo, particularmente latinoamericanos.